# 가와사키 슈헤이
가와사키 슈헤이(일본어: 川﨑 修平, 2001년 4월 28일~)는 일본의 축구 선수이다.

## 구단 경력
그는 2020년 J1리그의 감바 오사카에 입단했다. 2021년 8월 포르티모넨스 SC로 이적했다. 2023년 J1리그의 비셀 고베로 임대 이적했다. 2024년 포르티모넨스 SC로 복귀했다. 2024년 7월 발미에라 FC로 임대 이적했다. 2025년 J1리그의 도쿄 베르디로 임대 이적했다.